# Drosophila bocainensis (artundergrupp)
Drosophila bocainensis är en artundergrupp som består av tolv arter. Artundergruppen ingår i släktet Drosophila, undersläktet Sophophora och artgruppen Drosophila willistoni.
Tillsammans har arterna inom artundergruppen ett utbredningsområde som täcker stora delar av Amerika, från Chatham, Kanada i norr till Las Grutas, Argentina i söder. Detta beror till stor del på det stora utbredningsområde som Drosophila nebulosa har, flera andra arter har betydligt mindre utbredningsområden och finns framförallt i Sydamerika.

## Lista över arter i artundergruppen
- Drosophila abregolineata
- Drosophila bocainensis
- Drosophila bocainoides
- Drosophila capricorni
- Drosophila changuinolae
- Drosophila fumipennis
- Drosophila mangabeirai
- Drosophila nebulosa
- Drosophila parabocainensis
- Drosophila pseudobocainensis
- Drosophila subinfumata
- Drosophila sucinea